# Set-top box

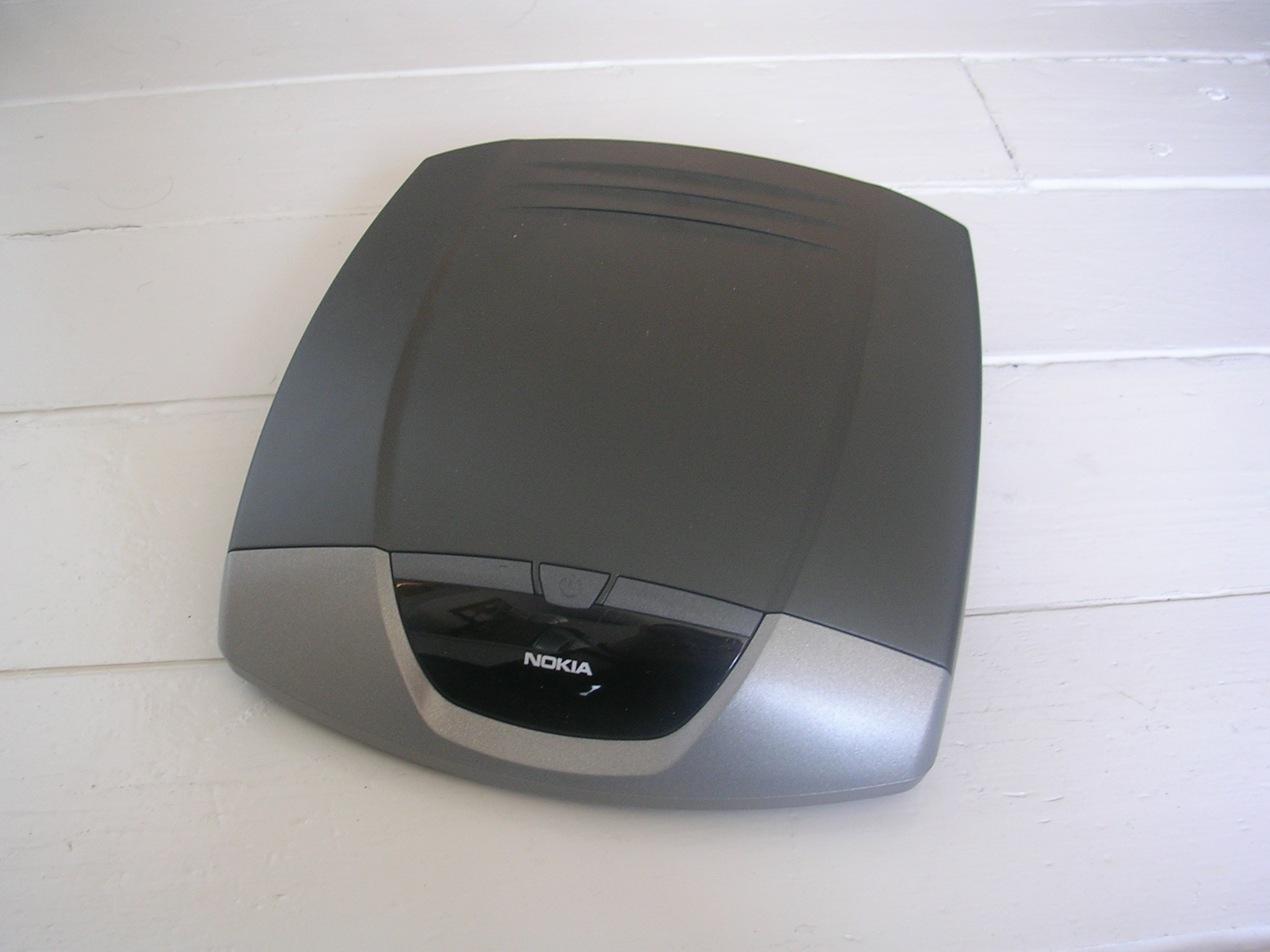
Set-top box da Nokia

O receptor-decodificador de televisão (em inglês: Integrated Receiver Decoder - IRD, power box, set-top box - STB), é um equipamento que conecta a televisor a uma fonte externa de sinal, transformando-o em conteúdo no formato digital (vídeo, áudio, website, interatividade, jogos, etc) que possa ser apresentado em uma tela (TV-tuner).
Um set-top box digital se faz necessário para a recepção de transmissões de TV digital em televisores que não disponham de conversor integrado.

Em redes IPTV o set-top box, também chamado de TV-Box, é um pequeno computador que provê comunicação de via dupla (ida e volta) em uma rede IP e decodifica o vídeo e áudio transmitido, utilizando protocolo de Internet transformando um aparelho televisor comum em uma Smart-TV (veja streaming media).

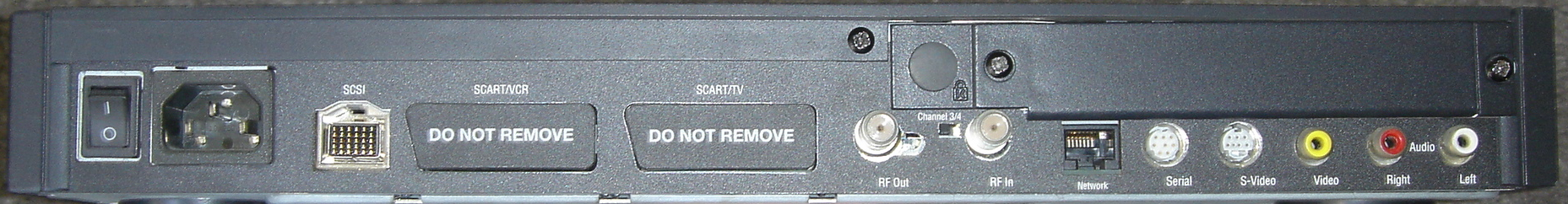
Conexões disponíveis em um set-top box da Apple Inc.